# Marlies Mejías
Marlies Mejías García (Güira de Melena, Provincia de Artemisa, 29 de diciembre de 1992) es una ciclista cubana de pista y ruta. Actualmente corre para el equipo estadounidense de categoría UCI Women's Team, máxima categoría femenina del ciclismo en ruta a nivel mundial, el Virginia's Blue Ridge TWENTY28.

## Palmarés en pista
El siguiente es el palmarés en ciclismo de pista en categoría élite:
| 2011 - Campeonato Panamericano de Ciclismo en Pista - Bronce en Persecución individual - Oro en Persecución por equipos (junto con Yoanka González, Yudelmis Domínguez) - Oro en Ómnium - Juegos Panamericanos en Guadalajara - Bronce en Ómnium 2012 - Campeonato Panamericano de Ciclismo en Pista - Plata en Persecución individual - Oro en Ómnium 2013 - Campeonato Panamericano de Ciclismo en Pista - Oro en Persecución individual - Oro en Persecución por equipos (junto con Arlenis Sierra, Yudelmis Domínguez) - Oro en Ómnium 2014 - Campeonato Panamericano de Ciclismo en Pista - Bronce en Velocidad por equipos (junto con Lisandra Guerra) - Plata en Persecución individual - Plata en Persecución por equipos (junto con Yumari González, Yoanka González) - Plata en Ómnium - Juegos Centroamericanos y del Caribe de Veracruz - Oro en Persecución individual - Oro en Persecución por equipos (junto con Arlenis Sierra, Yudelmis Domínguez y Yumari González) - Oro en Velocidad por equipos (junto con Lisandra Guerra) - Oro en Ómnium - Copa del Mundo de ciclismo en pista de 2014-2015 en Guadalajara - Plata en Ómnium | 2015 - Juegos Panamericanos en Toronto - Plata en Velocidad por equipos (junto con Lisandra Guerra) - Bronce en Ómnium 2016 - Campeonato Panamericano de Ciclismo en Pista - Plata en Persecución individual - Tercera en carrera de exhibición (no puntuable) en Madison o Americana - Oro en Ómnium 2017 - Campeonato Panamericano de Ciclismo en Pista - Bronce en Persecución por equipos (junto con Arlenis Sierra, Mailín Sánchez, Yeima Torres) - Plata en Scratch 2018 - Juegos Centroamericanos y del Caribe en Pista - Oro en Persecución individual - Oro en Scratch - Oro en Persecución por equipos (junto con Arlenis Sierra, Yudelmis Domínguez y Maylin Sánchez) |

## Palmarés en ruta
El siguiente es el palmarés alcanzado en ruta en categoría élite:
| 2010 - 2.ª en el Campeonato de Cuba en Ruta 2012 - 3.ª en el Campeonato de Cuba en Ruta 2013 - 2.ª en el Campeonato Panamericano en Ruta 2014 - 2.ª en el Campeonato de Cuba en Ruta - 3.ª en el Campeonato de Cuba Contrarreloj - Juegos Centroamericanos y del Caribe 2015 - 2.ª en el Campeonato de Cuba en Ruta - Campeonato de Cuba Contrarreloj - Campeonato Panamericano en Ruta - 2.ª en los Juegos Panamericanos en Ruta 2016 - 3.ª en el Campeonato de Cuba Contrarreloj - 3.ª en el Campeonato de Cuba en Ruta | 2017 - 3.ª en el Campeonato Panamericano Contrarreloj - Tour Femenino Internacional en Uruguay, más 3 etapas - Tour Ciclístico a San Juan, más 4 etapas 2018 - 3.ª en el Campeonato Panamericano en Ruta - Campeonato de Cuba Contrarreloj 2021 - Campeonato Panamericano Contrarreloj 2023 - 1 etapa del Tour de Gila - 1 etapa de la Joe Martin Stage Race 2024 - 1 etapa del Tour de Gila 2025 - Campeonato de Cuba Contrarreloj - Campeonato de Cuba en Ruta |